# Multiplayer online battle arena
Multiplayer online battle arena er indenfor computerspil bedre kendt som forkortelsen MOBA og er en computerspil genre, med real-time strategy, hvor spilleren kontrollerer et team med det mål at ødelægge modstandernes forsvar ved hjælp af automatisk genererede tropper.